# Lech Koziejowski
Lech Koziejowski (ur. 3 kwietnia 1949 w Warszawie) – polski szermierz, florecista, dwukrotny medalista olimpijski i czterokrotny medalista mistrzostw świata.

## Życiorys
W 1967 roku ukończył I Liceum Ogólnokształcące w Warszawie, a w 1983 AWF. Był zawodnikiem warszawskich klubów: Marymontu, AZS-AWF i Legii.
W 1969 w Genui zdobył mistrzostwo świata juniorów. W 1977 zdobył srebrny medal letniej uniwersjady w Sofii w turnieju drużynowym.
Na igrzyskach olimpijskich w Monachium w 1972 wraz z Witoldem Woydą, Jerzym Kaczmarkiem, Markiem Dąbrowskim i Arkadiuszem Godelem zdobył złoty medal olimpijski po wygraniu w finale z drużyną ZSRR. Na rozgrywanych cztery lata później igrzyskach w Montrealu zajął 5. miejsce w turnieju drużynowym. Indywidualnie zajął 21. miejsce. Brał też udział w igrzyskach olimpijskich w Moskwie w 1980 zdobywając brązowy medal w turnieju drużynowym floretu (skład medalistów to oprócz Koziejowskiego: Adam Robak, Bogusław Zych i Marian Sypniewski). Indywidualnie był tym razem piąty.
Podczas mistrzostw świata w Hawanie w 1969 roku razem z Ryszardem Parulskim, Jerzym Kaczmarkiem, Markiem Dąbrowskim i Witoldem Woydą zdobył srebrny medal we florecie drużynowym. Wynik te powtarzał na mistrzostwach świata w Wiedniu (1971) i mistrzostwach świata w Grenoble (1974), a podczas mistrzostw świata w Göteborgu (1973) zdobył brązowy medal.
Prócz floretu walczył także szpadą, w tej konkurencji wywalczył szóste miejsce na mistrzostwach świata w Buenos Aires w 1977.
Po zakończeniu kariery zawodniczej został nauczycielem WF-u; obecnie uczy w szkołach podstawowych numer 94 oraz 340 w Warszawie.

## Odznaczenia
- 1972: Złoty Krzyż Zasługi[5].
- Medal za Wybitne Osiągnięcia Sportowe[1]